# In (namn)
In är ett könsneutralt förnamn.
2013 hade 75 män och 56 kvinnor namnet i Sverige . Flest bär namnet i Stockholm, där 15 män och 27 kvinnor har namnet.